# Поддон снаряда

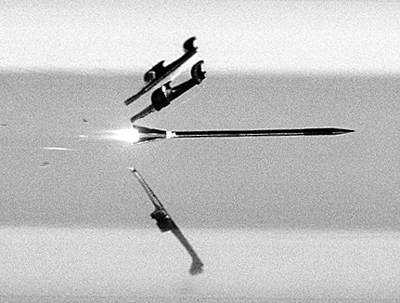
Бронебойный подкалиберный боеприпас в процессе отделения своего поддона

Поддон снаряда или просто поддон — ведущая часть подкалиберных артиллерийских боеприпасов, которая во многих конструкциях снарядов немедленно после выстрела сбрасывается под действием набегающего потока воздуха или центробежной силы.
Основным назначением снарядного поддона является предотвращение прорыва пороховых газов вокруг снаряда, передача давления пороховых газов снаряду, центрирование бронебойного поражающего элемента (сердечника) в канале ствола артиллерийского орудия и, если ствол нарезной, сообщение сердечнику вращательного момента для устойчивости полёта. Если конструкция боеприпаса не предполагает отделения поддона после выстрела, то он, при контакте сердечника с бронёй, передаёт ему часть своей кинетической энергии. В таких системах артиллерийского вооружения снарядные поддоны обычно изготавливаются из мягкой углеродистой стали.